# Auguste Comte
Isidore Marie Auguste François Xavier Comte (Montpeller, 19 de gener de 1798 - París, 5 de setembre de 1857) fou un filòsof occità, considerat el fundador del positivisme i un dels iniciadors de la sociologia. Aspirava a crear una ciència social que, en analogia amb les ciències físiques i naturals, es basés en l'observació, l'experimentació i el mètode comparatiu.
Lector de David Hume i Condorcet, fou decisivament influït per Henri de Saint-Simon —amb qui col·laborà del 1817 al 1824—, visqué modestament com a «repetidor» de matemàtiques a l'École Polytechnique.
El més important dels cursos que hi dictà donà lloc a la seva obra magna, Cours de philosophie positive (sis volums, 1830-42), les idees directives del qual resumí en el Discours sur l'esprit positif (1844). El record de Clotilde de Vaux, que morí al cap de dos anys d'haver-la coneguda, li inspirà la «religió de la humanitat». D'aquest període són el Système de politique positive ou Traité de sociologie instituant la Religion de l'Humanité (quatre volums, 1851-54), el Catéchisme positiviste (1852) i la Synthèse subjective (1856).

## Biografia
Auguste Comte va néixer a Montpeller, Erau el 19 de gener de 1798, en aquell moment sota el domini de la recentment fundada Primera República Francesa. Després d'anar al Lycée Joffre i després a la Universitat de Montpeller, Comte va ser admès a l'École polytechnique de París. L'École Polytechnique va destacar per la seva adhesió als ideals francesos de republicanisme i progrés. L'École va tancar el 1816 per reorganització, però, Comte va continuar els seus estudis a l'escola de medicina de Montpeller. Quan l'École Polytechnique va reobrir, no va demanar la readmissió.
Després del seu retorn a Montpeller, Comte aviat va veure diferències insalvables amb la seva família catòlica i monàrquica i va marxar de nou cap a París, guanyant diners amb petites feines. Comte havia abandonat el catolicisme sota la influència del seu primer mestre i pastor protestant Daniel Encontre.
L'agost de 1817 va trobar un pis al carrer Bonaparte, 36, al 6è districte de París (on va viure fins al 1822) i més tard aquell any es va convertir en estudiant i secretari d'Henri de Saint-Simon, que va posar Comte en contacte amb la societat intel·lectual i va influir molt el seu pensament a partir d'aleshores. Durant aquest temps, Comte va publicar els seus primers assaigs a les diferents publicacions encapçalades per Saint-Simon, L'Industrie, Le Politique i L'Organisateur (Charles Dunoyer i Le Censeur Européen de Charles Comte), encara que no publicaria sota el seu nom propi fins a La séparation générale entre les opinions et les désirs de 1819 (La separació general d'opinions i desitjos).
El 1824, Comte va abandonar Saint-Simon, de nou a causa de diferències insalvables. Comte va publicar un Plan de travaux scientifiques nécessaires pour réorganiser la société (1822) (Pla d'estudis científics necessaris per a la reorganització de la societat). Però no va aconseguir un lloc acadèmic. El seu dia a dia depenia dels patrocinadors i de l'ajuda econòmica dels amics. Els debats s'intensifiquen sobre com Comte es va apropiar de l'obra de Saint-Simon.
Comte es va casar amb Caroline Massin el 1825. L'any 1826 va ser traslladat a un hospital de salut mental, però el van deixar sense curar -només estabilitzat per l'alienista francès Jean-Étienne Dominique Esquirol- perquè pogués treballar de nou en el seu pla (més tard intentarà suïcidar-se el 1827 saltant del Pont des Arts). Entre això i el seu divorci el 1842, va publicar els sis volums del seu Cours.
Comte va desenvolupar una estreta amistat amb John Stuart Mill. A partir de 1844, es va enamorar profundament de la catòlica Clotilde de Vaux, i encara que com que ell no s'havia divorciat del seu primer marit, el seu amor no va ser maig consumat. Després de la seva mort el 1846, aquest amor es va convertir en quasi religiós, i Comte, treballant estretament amb Mill (que estava perfeccionant el seu propi sistema d'aquest tipus) va desenvolupar una nova «Religió de la Humanitat». John Kells Ingram, un partidari de Comte, el va visitar a París el 1855.

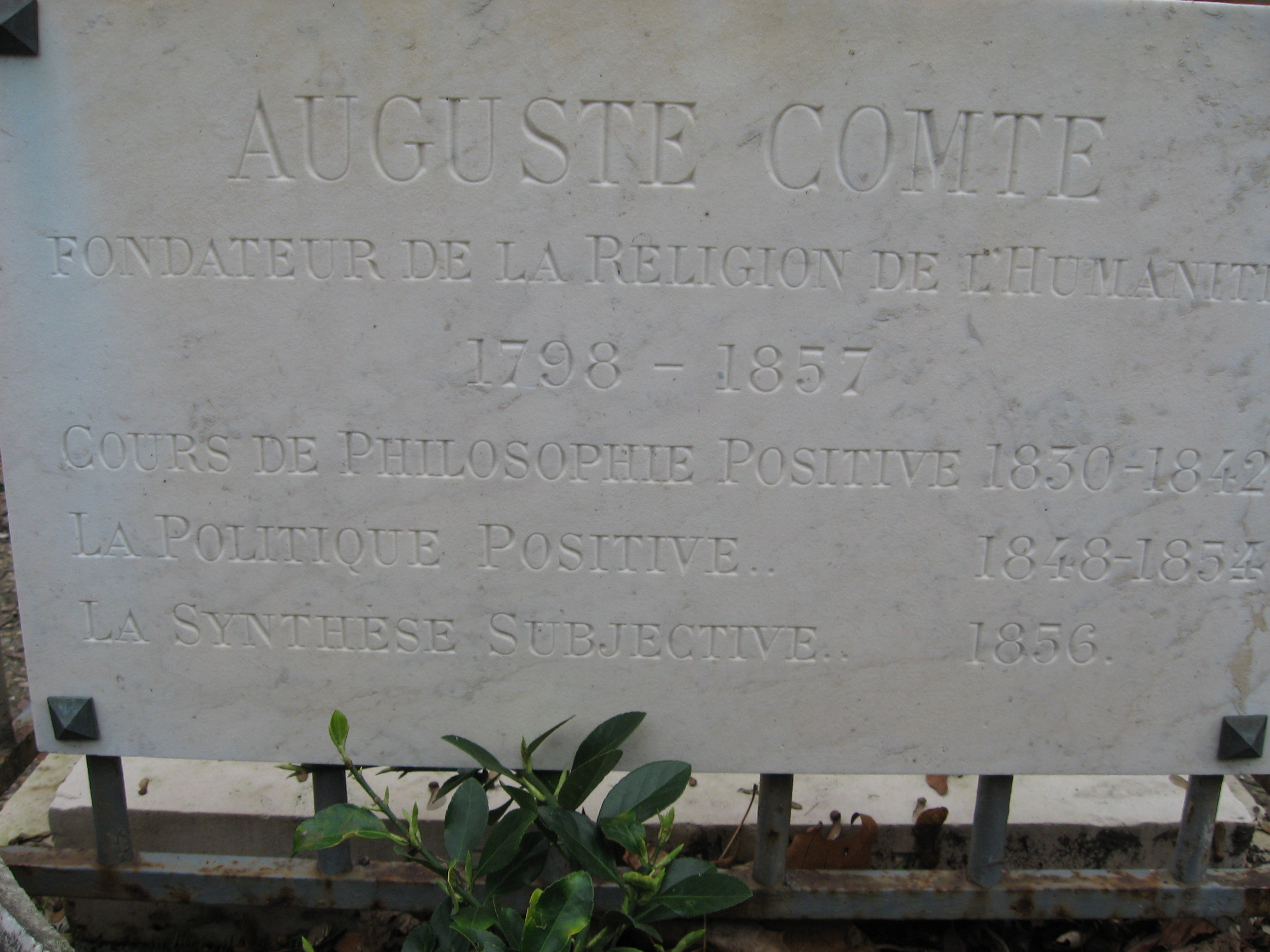
Tomba d'Auguste Comte

Va publicar quatre volums de Système de politique positive (1851–1854). La seva obra final, el primer volum de La Synthèse Subjective (La síntesi subjectiva), es va publicar el 1856. Comte va morir a París el 5 de setembre de 1857 d'un càncer d'estómac i va ser enterrat al famós Cementiri del Père-Lachaise, envoltat de cenotafis en memòria de la seva mare, Rosalie Boyer, i de Clotilde de Vaux. El seu apartament de 1841 a 1857 es conserva ara com a Maison d'Auguste Comte i es troba al número 10 de rue Monsieur-le-Prince, al 6è districte de París.

## La llei dels tres estats
La seva teoria fonamental és l'anomenada llei dels tres estats pels quals ha passat la humanitat: teològic, metafísic i positiu, caracteritzats per la seva forma d'explicació dels fenòmens. En l'estadi teològic la realitat s'explica per entitats sobrenaturals i mítics, en el metafísic per a entitats de naturalesa abstracta, i en el positiu finalment per lleis científiques. Cadascun dels estats té la seva organització social: teocràcia monàrquico-militar, crisi culminant en la revolució, tecnocràcia científico-industrial.
També va introduir la tesi de la «desconcentració de poders» en cert sentit d'àmbit regional, que influiria en algunes de les postures polítiques del Felibritge. En el camp de la sociologia, l'objecte de la qual seria la investigació dels fenòmens socials ordenada a la instauració d'un nou ordre, Comte és un dels capdavanters i l'inventor del nom. La darrera evolució del seu pensament feu que els seus deixebles establissin una distinció entre positivisme i comtisme.

## El progrés i l'evolució segons Comte
Ordre i progrés: Comte és un autor difícil de classificar a causa de la seva visió de la societat basada en l'estàtica i la dinàmica. El seu pensament està influït per diferents corrents de pensament. Del tradicionalista Louis Gabriel De Bonald recull la concepció de la necessitat d'ordre social imprescindible per a tota societat, mentre que de Condorcet adopta la noció de progrés, així com la vocació reformadora del seu mestre, l'antiliberal i socialista utòpic Henri de Saint-Simon.
El desenvolupament (l'evolució) està basada en el progrés a través de l'adaptació de la societat a la ciència, que proporciona noves tècniques que milloren les condicions de vida i un nou ordre de creences d'estil religiós basades en els preceptes de la raó. Per a l'autor, no existeix desenvolupament possible sense certa dosi d'ordre i de progrés: «ordre sense progrés porta a l'estancament, i progrés sense ordre a l'anarquia».
Comte no dona importància als drets individuals, en benefici sempre de la comunitat. La seva idea de progrés està entre el medievalisme i la tecnocràcia: els científics i els tècnics industrials han de ser els dirigents de la nova societat, basada en la ciència.
Comte classifica en categories sociològiques la sèrie de transformacions que l'espècie humana assoleix en els diferents estadis de la seva evolució (teològic, metafísic i positivista). Tot i que el seu pensament conté elements poc versemblants, molts dels plantejaments que l'autor fa sobre la societat són presents en la sociologia del segle xxi.

## Obres
- Plan des travaux scientifiques nécessaires pour réorganiser la société (1822)
- Cours de philosophie positive (sis volums, 1830-42)
- Discours sur l'esprit positif (1844)
- Système de politique positive ou Traité de sociologie instituant la Religion de l'Humanité (quatre volums, 1851-54)
- Catéchisme positiviste (1852)
- Synthèse subjective (1856)